# 福利資本主義
福利資本主義（英語：welfare capitalism）是一種包含一系列社會福利政策的資本主義，這些福利政策包括：社會保障、醫療保障、集體談判權、工業安全守則等。福利資本主義亦是指公司給員工提供福利的習慣。就後者來說，福利資本主義（又稱工業家長制和福利社團主義）主要盛行於聘用技術勞工的行業，並且在二十世紀中葉最為盛行。
現時 福利資本主義一詞一般會令人聯想起歐洲中部及北部的資本主義模式，如北歐模式、社會市場經濟及萊茵資本主義。它有時是混合經濟的一部份，但福利國家亦可以獨立於混合經濟中常見的政策，如國家干涉和廣泛管制，現實中也有這樣的實例。